# Viminella rossa
Viminella rossa is een zachte koraalsoort uit de familie Ellisellidae. De koraalsoort komt uit het geslacht Viminella. Viminella rossa werd in 1999 voor het eerst wetenschappelijk beschreven door Grasshoff. 